# Чернокрылый красный лори
Чернокрылый красный лори (лат. Eos cyanogenia) — вид птиц отряда попугаеобразных.

## Внешний вид
Длина тела около 30 см. Окраска оперения ярко-красная. Кроющие перья плеча чёрные. Крылья красные с чёрно-жёлтыми кончиками. Участок в области уха фиолетовый. Клюв и радужка красные. Самки окраской не отличаются от самцов.

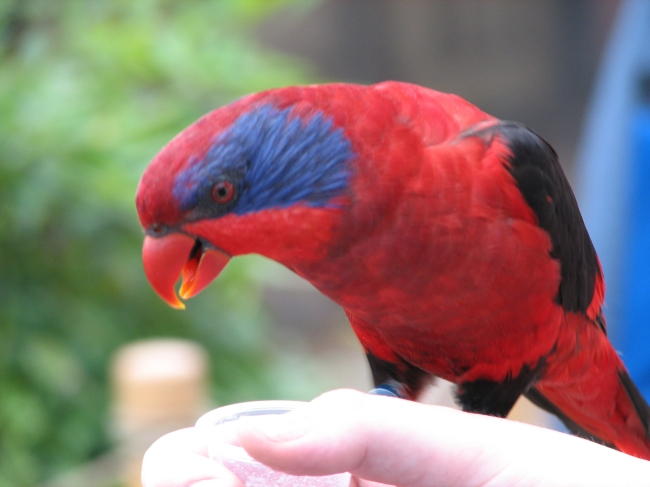
Чернокрылый красный лори

## Распространение
Обитает на островах Биак (Западная Новая Гвинея, Индонезия).

## Угрозы и охрана
Близок к уязвимому положению из-за потери естественной среды обитания и охоты.